# رحمن ملك
رحمٰن ملك (بالأردية: رحمٰن ملک) (و. 1951 – م) هو سياسي من باكستان ولد في سيالكوت. شغل منصب وزير الداخلية الباكستاني بالفترة بين عامي 2008 و2013.

## التعليم
تعلم في جامعة كراتشي.